# Xanthoconium montanum
Xanthoconium montanum är en svampart som beskrevs av Wolfe 1987. Xanthoconium montanum ingår i släktet Xanthoconium och familjen Boletaceae.   Inga underarter finns listade i Catalogue of Life.